# In Rainbows
In Rainbows é o sétimo álbum de estúdio da banda britânica de rock Radiohead. Foi lançado, inicialmente, de forma independente no dia 10 de outubro de 2007 em versão digital disponível para download, na qual os consumidores decidiam o quanto pagariam pelo disco. Em 3 de dezembro de 2007, a versão física foi lançada internacionalmente através da XL Recordings, enquanto que a América do Norte só recebeu o lançamento no dia 1º de janeiro de 2008 pela TBD Records. Foi o primeiro lançamento da banda após o fim de seu contrato com a gravadora EMI, sendo precedido pelo Hail to the Thief (2003).
A banda começou a trabalhar no álbum no início de 2005. Em 2006, após as sessões com o produtor Spike Stent não terem sido proveitosas, os integrantes chamaram de volta Nigel Godrich, produtor de longa data do Radiohead. Eles gravaram nas chácaras Halswell House e Tottenham House, no Hospital Club em Londres e em seu próprio estúdio em Oxfordshire, usando instrumentos convencionais de música rock, além de instrumentos eletrônicos, de corda, piano e as Ondas Martenot. Dessa vez, as letras se mostraram menos políticas e mais pessoais do que as apresentadas em álbuns anteriores.
Radiohead lançou o In Rainbows online e permitiu que seus fãs decidissem o preço a pagar, sob o pretexto de se libertarem de modelos de promoção convencionais e removerem barreiras com a audiência. Esse foi o primeiro lançamento por uma banda grande a seguir dessa forma, o que atraiu a atenção da mídia por todo o mundo. Muitos elogiaram a banda por desafiarem padrões antigos e encontrarem novas formas de se conectar com os fãs, porém, outros temiam que isso traria consequências perigosas para artistas menores.
O grupo promoveu o In Rainbows através de webcasts (transmissões ao vivo pela internet), vídeos musicais, competições e uma turnê mundial. "Jigsaw Falling into Place" e "Nude" foram, nessa ordem, lançados como singles; "Nude" tornou-se a primeira faixa de Radiohead a entrar no top 40 dos EUA desde o seu single de estreia "Creep" (1992). O lançamento físico do álbum alcançou o topo da UK Albums Chart e da Billboard 200 e, em outubro de 2008, já havia vendido mais de três milhões de cópias mundialmente. Foi o vinil mais vendido de 2008, recebendo certificação de platina no Reino Unido e Canadá e ouro nos EUA, Bélgica e Japão. In Rainbows foi aclamado, ganhando as categorias de Melhor Álbum de Música Alternativa e Melhor Embalagem de Box ou Edição Especial Limitada no Grammy Awards. A revista Rolling Stone incluiu In Rainbows em sua lista atualizada dos 500 Melhores Álbuns de Todos os Tempos.

## Antecedentes
Em 2004, após terminarem a turnê para seu sexto álbum, Hail to the Thief (2003), Radiohead entrou em hiato. Como o Hail to the Thief era o último álbum que seria lançado sob o contrato com a gravadora EMI, eles não haviam obrigação contratual de lançar material inédito. O bateirista, Philip Selway, disse que o grupo ainda desejava criar música, mas que decidiram fazer uma pausa para focar em outras partes de suas vidas, e que o fim do contrato trouxe um momento ideal para pausar e refletir. O jornal New York Times descreveu Radiohead como "de longe, a banda mais popular do mundo que não tem contrato".
Em 2005, o vocalista e compositor Thom Yorke apareceu na websérie From the Basement, apresentados algumas faixas que estariam futuramente no In Rainbows, como "Videotape", "Down is the New Up" e "Last Flowers". Ele lançou seu primeiro álbum solo, The Eraser, em 2006. O guitarrista Jonny Greenwood também produziu suas primeiras obras solo, sendo essas as trilhas sonoras Bodysong (2004) e There Will Be Blood (2007).

## Gravação
Em março de 2005, a banda começou a escrever e gravar em seu estúdio de Oxfordshire. Eles inicialmente optaram por trabalhar sem seu produtor de longa data, Nigel Godrich. De acordo com o guitarrista Ed O'Brien, "Estávamos um pouco dentro da nossa zona de conforto... Nós trabalhamos juntos por 10 anos, e gostávamos muito um do outro." O baixista, Colin Greenwood, negou isso após um tempo, dizendo que Godrich estava ocupado trabalhando com Charlotte Gainsbourg e Beck. No festival Ether em julho de 2005, Jonny Greenwood e Thom Yorke apresentaram uma versão da futura faixa do In Rainbows "Weird Fishes/Arpeggi" com a orquestra London Sinfonietta e com a Orquestra Árabe de Nazaré.

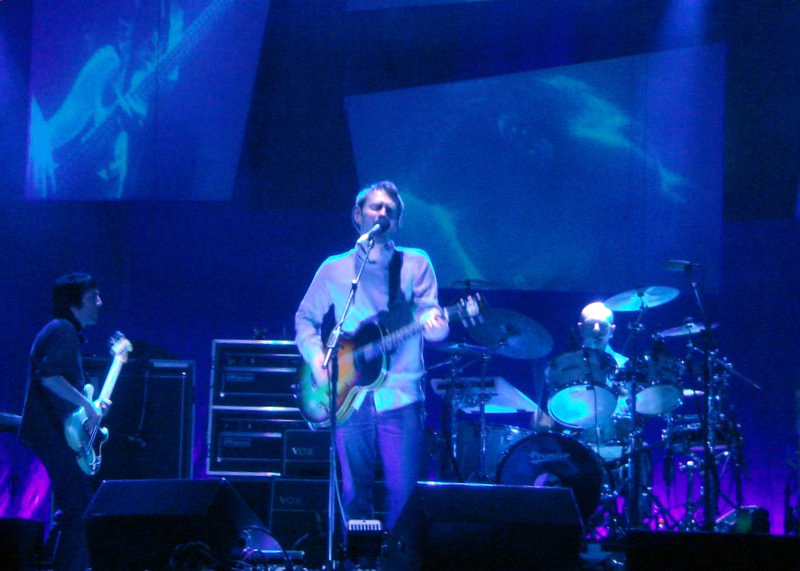
Radiohead apresentando no Greek Theatre em Berkeley, Califórnia, em 2006. A banda aproveitou a turnê para testar músicas que seriam inclusas no In Rainbows

As sessões de gravação foram começar oficialmente em agosto, com atualizações regulares do grupo sobre o progresso em seu novo blog, Dead Air Space. Elas foram lentas, e a banda encontrou dificuldades em recuperar a confiança. De acordo com Yorke, "Passamos muito tempo no estúdio não indo para lugar algum, perdendo nosso tempo, e isso foi muito, muito frustrante." Eles associaram o progresso lento à falta de ímpeto após o hiato, à falta de prazos e de um produtor e ao fato de que todos os membros da banda haviam tido filhos.
Em dezembro de 2005, Radiohead contratou o produtor Spike Stent, o qual havia trabalhado com outros artistas, como U2, Madonna, Oasis e Björk, para ajudá-los a trabalhar com o material produzido. Stent ouviu o que eles haviam produzido até então e concordou que estava abaixo da média. Porém, a colaboração com ele se revelou infrutífera.
Preocupados com a falta de progresso, a gestão de Radiohead sugeriu que parassem de trabalhar com o produtor. Brian Message, um dos executivos, disse depois: "Você tem que ser honesto se vê que não tá funcionando. Tem que ter paixão no que você faz." O'Brien disse que o Radiohead decidiu continuar porque "quando você consegue ignorar todas as porcarias e bobagens, o núcleo dessas músicas eram muito bons". Ele sentiu que o In Rainbows podia ser o último álbum do Radiohead, e estava motivado pelo desejo de garantir o status renomado deles como banda.
Como uma tentativa de superar o bloqueio criativo, Radiohead decidiu entrar em turnê pela primeira vez desde 2004. Entre maio e junho de 2006, eles percorreram a Europa e a América do Norte com apresentações, retornando à Europa mais uma vez em agosto para uma série de festivais, nos quais apresentaram várias faixas novas. De acordo com Yorke, a turnê o forçou a terminar de escrever as músicas. Ele disse: "Em vez de ter sido um pesadelo, foi muito, muito divertido, porque de repente todos estavam sendo espontâneos e não havia ninguém constrangido, já que não estávamos no estúdio... Era como se eu tivesse 16 de novo."

### Sessões com Nigel Godrich

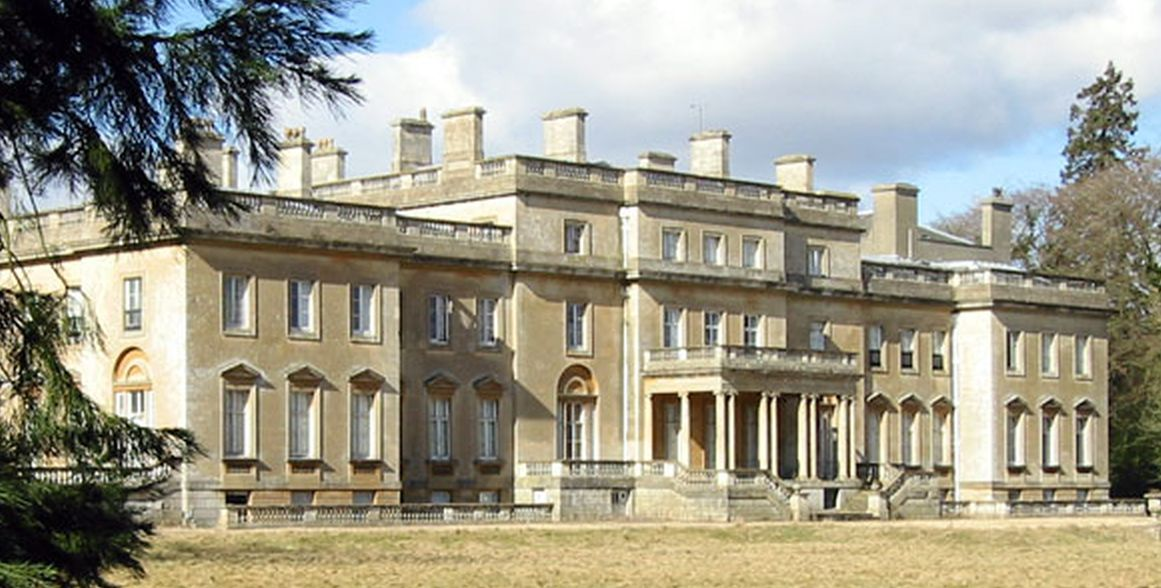
Tottenham House, em Wiltshire, onde a banda gravou partes do In Rainbows

Após a turnê, a banda descartou as gravações feitas com Stent e chamaram Godrich de volta à equipe. Para fazê-los focarem, Godrich agrupou todas as faixas instrumentais deles em uma só, a qual não poderia mais ser alterada. De acordo com Colin, "A ideia era fazer a gente se comprometer com algo... Era como se estivéssemos usando samples de nós mesmos. E quando você mistura sons dessa forma há um tipo de polinização cruzada, eles marinam, eles interagem um com o outro... Eles têm pequenos bebês sonoros." Yorke disse que a banda tentou criar "uma sensação de sair do próprio corpo" usando elementos de diferentes versões de músicas. Por exemplo, "All I Need" foi construída a partir de partes de quatro versões diferentes.
Por três semanas em outubro de 2006, Radiohead trabalhou na Tottenham House em Marlborough, uma chácara encontrada por Godrich. Os membros da banda passaram a viver em trailers, já que a construção estava em ruínas. Yorke descreveu ela como "abandonada no sentido mais literal da palavra, onde havia buracos no chão, chuva entrando pelo teto, metade dos vidros das janelas faltando... Tinham lugares que você basicamente não podia ir. Certamente causou um efeito. O lugar tinha umas vibrações bem estranhas." As sessões foram produtivas e a banda gravou "Jigsaw Falling into Place" e "Bodysnatchers". Yorke escreveu em seu blog, Dead Air Space, que o Radiohead havia "começado o álbum de verdade agora... começando a ir pra algum lugar, eu acho. Finalmente." A banda usou várias guitarras que foram emprestadas do guitarrista Johnny Marr, incluindo uma Gibson Les Paul Goldtop 1957 e uma Gibson SG 1964. Colin Greenwood ficou com uma temporária perda auditiva e zumbido causados por fones de ouvido com defeito.
Em dezembro de 2006, as sessões começaram a acontecer na Halswell House em Taunton, e no estúdio de Godrich em Covent Garden, Londres, onde a banda gravou "Videotape" e "Nude". Em janeiro, Radiohead voltou as gravações em seu estúdio em Oxfordshire e começou a postar fotos, letras, vídeos e trechos de músicas novas no Dead Air Space. Em junho, tendo finalizado as gravações, Godrich postou clipes de músicas no Dead Air Space.
Por sentirem que o Hail to the Thief era longo demais, o grupo queria um próximo álbum que fosse conciso. Yorke disse: "Eu acredito que um álbum de rock é uma forma de expressão artística. In Rainbows é um retorno consciente a essa forma de declaração em 45 minutos... Nosso objetivo foi descrever em 45 minutos, da maneira mais coerente e conclusiva que fosse possível, o que move a gente." Eles finalizaram com 10 músicas, guardando o resto para um disco bônus incluído na edição limitada. Yorke gravou "Last Flowers", incluída no disco bônus, nas sessões de seu álbum solo, The Eraser. In Rainbows foi masterizado por Bob Ludwig em julho de 2007 na Gateway Masterig, em Nova Iorque.

## Música
In Rainbows incorpora elementos de art rock, rock experimental, rock alternativo, art pop e electronica. O'Brien disse que a banda estava hesitante em criar um álbum "épico", pois eles sentiam uma associação negativa com o gênero arena rock. No entanto, ele admitiu que "épico também é sobre beleza, como uma vista majestosa, e o que fizemos nesse álbum foi permitir que as músicas fossem épicas quando elas precisam ser." Ele usou "Weird Fishes/Arpeggi" como exemplo de música que era "obviamente épica". Yorke disse que o Radiohead considerou In Rainbows como "nosso álbum clássico, nosso Transformer, nosso Revolver, nosso Hunky Dory".
A faixa que abre o álbum, "15 Step", possui métrica 5/4 e um ritmo de palma inspirado em "Fuck the Pain Away", da artista Peaches. Radiohead gravou aplausos de um grupo de crianças da escola Matrix Music School & Arts Centre, em Oxford. "Bodysnatchers", a qual Yorke descreve como uma combinação de Wolfmother, Neu! e "rock hippie duvidoso", foi gravada quando ele estava num período de "hiperatividade obsessiva". Em "All I Need", Jonny Greenwood queria capturar o ruído branco gerado por uma banda tocando alto em um quarto, algo que, por conta da acústica, não acontece no estúdio. A solução encontrada por ele foi adicionar uma seção de instrumentos de corda que tocavam cada nota da escala, abafando as frequências.
Radiohead gravou uma versão de "Nude" durantes as sessões para seu álbum de 1997, OK Computer, mas ela foi descartada. Essa versão possuía um órgão Hammond, uma sensação "mais linear", e letras diferentes. Para a versão do In Rainbows, Colin Greenwood escreveu uma linha de baixo nova, a qual Godrich disse que "se transformou de algo muito direto em algo que tinha um fluxo rítmico muito mais notável". "Reckoner" foi desenvolvida enquanto a banda estava trabalhando em outra música "FeelingPulledApartByHorses". Ela possui falsetes de Yorke, uma percussão "gélida e ressoante", uma guitarra "oscilante", piano e um arranjo de cordas por Jonny Greenwood. Yorke a descreveu como "uma música de amor... mais ou menos".
Yorke descreveu o processo de compor "Videotape" como uma "agonia absoluta", e disse que "passou por cada parâmetro que fosse possível". Ele inicialmente queria que fosse uma "faixa de trance post-rave", parecida com as músicas do artista Surgeon, e disse que Jonny Greenwood estava "obcecado" em ajustar o começo do compasso. Radiohead apresentou "Videotape" com um arranjo de rock mais convencional na turnê de 2006, com a percussão de Selway chegando a um clímax. Para o álbum, Godrich e Greenwood reduziram a música a uma balada de piano minimalista com percussão de uma caixa de ritmos Roland TR-909.

### Letras
Yorke disse que as letras do In Rainbows foram baseadas "naquele medo sem nome, quando se está parado no trânsito, pensando, 'Eu realmente deveria estar fazendo outra coisa'... É parecido com o OK Computer, de certa forma. É muito mais aterrorizante." Ele disse que, ao contrário do Hail to the Thief, havia "muito pouca raiva" no In Rainbows: "Não é político de forma alguma, ou pelo menos, não parece para mim. Há um foco muito maior na exploração das ideias de transitoriedade. Começa em um lugar e termina em outro completamente diferente." Em outra entrevista, Yorke disse que o álbum era sobre mortalidade e a compreensão de que ele poderia morrer a qualquer momento. O'Brien descreveu as letras como universais e sobre "ser humano", sem alguma agenda política. O título In Rainbows foi escolhido por ser aberto e não ser provocativo ou polarizador, e além disso, refletia a capa feita por Donwood.
"Bodysnatchers" foi inspirada em histórias de fantasma da era vitoriana, no romance Mulheres Perfeitas de 1972 e no sentimento de Yorke de ter "sua consciência física presa, sem conseguir se conectar por completo com nada". "Jigsaw Falling into Place" foi inspirada no caos presenciado por Yorke quando ele costumava ir passar o fim de semana em Oxford. Yorke disse que o trecho "Because we separate like ripples on a blank shore" da faixa "Reckoner" é o ponto central do In Rainbows, e que "tudo é pra chegar naquele ponto e então ir se esvaindo a partir dali".

## Capa
A capa do In Rainbows foi criada pelo colaborador de longa data do Radiohead, Stanley Donwood. Donwood trabalhou no estúdio ao mesmo tempo que a banda trabalhava no álbum, permitindo que a arte da capa expressasse o clima da música. Ele mostrava imagens no computador do estúdio para que a banda interagisse e comentasse sobre elas. Ele também postava imagens diariamente no site do Radiohead, embora nenhuma dessas tenha sido usadas na capa final.
Donwood experimentou com água-forte na produção fotográfica, banhando impressões em ácido e jogando cera no papel, o que levou a criação de imagens influenciadas pelas fotografias espaciais da NASA. Ele originalmente planejava explorar a vida nos subúrbios, mas percebeu que não combinaria com o álbum, dizendo: "A música tomou uma direção diferente e se tornou muito mais orgânica, sensual e sexual, então comecei a trabalhar com cera e seringas." Ele descreveu a capa final como "muito colorida... É um arco-íris, mas é bem tóxico, é mais como aqueles que você vê se formando numa poça." Radiohead não lançou a capa no lançamento digital, preferindo segurá-la para o lançamento físico. A edição limitada inclui um livreto que contém artes adicionais por Donwood.

## Lançamento

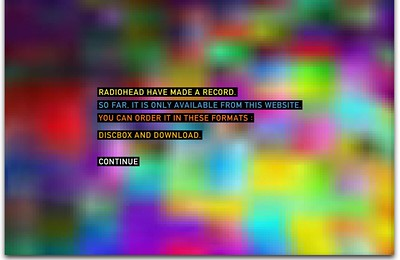
Página inicial do site de download do In Rainbows.

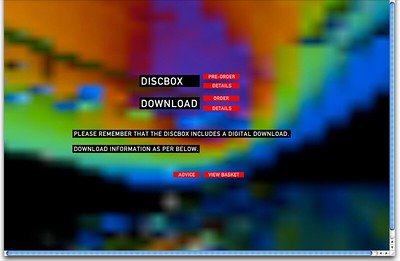
Tela da página de compra, na qual os usuários escolhiam entre a versão discbox e a de download (que seguia o modelo pague-quanto-quiser).

No dia 1º de outubro de 2007, Jonny Greenwood anunciou o álbum no blog da banda, escrevendo: "Bem, o novo álbum está pronto, e sairá em 10 dias; chamamos ele de In Rainbows." A postagem continha um link para o site inrainbows.com, onde os usuários poderiam realizar a compra antecipada da versão MP3 do álbum pelo preço que desejassem, até mesmo por £0. Embora os dados de venda da campanha original não tenham sido divulgados, sabe-se que houve mais fãs optando por pagar pelo download, do que aqueles adeptos ao download gratuito. Uma parte considerável preferiu pagar mais caro pelo download no site do que arcar com o custo do CD físico, que estaria nas lojas em poucas semanas.
Tal lançamento foi um marco no uso do modelo pague-quanto-quiser para vendas no setor de música. Foi sugerido pelos executivos do Radiohead, Bryce Edge e Chris Hufford, em abril de 2007. De acordo com Selway, "Como [o álbum] estava demorando bastante para finalizar, nossa equipe de gestão estava sem fazer nada e, por isso, ficavam surgindo com ideias. E essa foi a que realmente marcou." Colin Greenwood explicou que o lançamento foi uma forma de evitar as "playlists reguladas" e "formatos limitantes" do rádio e da TV e, assim, garantir que todo o mundo pudesse experienciar a música ao mesmo tempo e prevenir vazamentos antes do lançamento físico. Ele disse que não foi uma decisão feita pensando em ganhos financeiros, e que se dinheiro tivesse sido a motivação do Radiohead, eles teriam aceitado uma oferta da Universal Records.

### Formatos e distribuição
Para o download do In Rainbows, a banda empregou o provedor de rede PacketExchange a fim de evitar os servidores públicos de internet, usando uma rede privada com tráfego menor. O download era de um arquivo ZIP, que continha as dez faixas do álbum em formato MP3 120kbit/s sem-GDD. O lançamento online começou por volta das 5:30 GMT no dia 10 de outubro de 2007. Em 10 de dezembro, o download foi removido.
Os fãs também podiam comprar uma edição "discbox" limitada pelo site da banda, a qual continha: o álbum no CD, dois discos de vinil de 12 polegadas e 45rpm, artes extra e livretos com as letras das músicas, além de um CD Extra, contendo oito faixas adicionais, fotos e artes digitais, que vinha dentro de um livro de capa dura protegido por uma slipcase. As edições limitadas foram enviadas em dezembro de 2007. Em junho de 2009, Radiohead tornou o segundo disco de In Rainbows disponível para download em seu site por £6.
Radiohead descartou a possibilidade de uma distribuição apenas pela internet, dizendo que 80% das pessoas ainda compravam lançamentos físicos e que era importante ter um "artefato" ou "objeto". Para a edição física, Radiohead manteve a propriedade das gravações e composições, mas licenciou a música para gravadoras. Os contratos de licença foram gerenciados pela companhia editora da banda, Warner/Chappell Music.
In Rainbows foi lançado nas edições de CD e vinil no Japão pela BMG em 26 de dezembro de 2007, na Austrália em 29 de dezembro de 2007 pela Remote Control Records, e no dia 1º de janeiro de 2008 nos Estados Unidos (pela subsidiária da ATO, TBD Records) e Canadá (pela MapleMusic e Fontana). Em outros lugares, foi lançado em 31 de dezembro de 2007, pela gravadora independente XL Recordings, que já havia lançado o álbum solo de Thom Yorke, The Eraser. O lançamento em CD vinha em uma embalagem de papelão contendo o CD, um livreto com as letras das músicas, e uma série de adesivos que poderiam ser colocados na caixa transparente do CD, a fim de criar a arte de capa. In Rainbows foi o primeiro álbum do Radiohead disponível para download em muitas lojas digitais de música, tais como iTunes Store e Amazon Music (na época, Amazon MP3). Em 10 de junho de 2016, foi adicionado ao serviço de streaming gratuito Spotify.

### Resposta da mídia
O lançamento em formato pague-quanto-quiser, o qual foi primeiro por um grupo musical grande, atraiu atenção da mídia internacional e causou um debate sobre as consequências para a indústria da música. De acordo com a revista Mojo, esse lançamento foi "aclamado como uma revolução na forma que grandes grupos vendem sua música", e a reação da mídia foi "quase unanimamente positiva". A revista Time se referiu como "facilmente o lançamento mais importante na história recente do mundo da música". Jon Pareles do The New York Times escreveu que "para a indústria de gravação em que nos encontramos, Radiohead fez o experimento mais audacioso em anos". A NME escreveu que "o mundo da música gieou muitas vezes fora de seu eixo por isso",  e elogiou o fato de que todos, desde fãs até críticos, tiveram acesso ao álbum ao mesmo tempo, chamando iso de um "momento de união" incomum. O vocalista do U2, Bono, elogiou o Radiohead, dizendo que foi "corajoso e criativo ao tentar encontrar uma nova relação com a própria audiência". O rapper Jay-Z descreveu o lançamento como "genial", e a cantora Courtney Love escreveu em seu blog: "A piloto kamikaze em mim quer fazer a mesma coisa. Sou grata pelo Radiohead ter dado o primeiro passo."
O vocalista do U2, Bono, elogiou o Radiohead, dizendo que foram "corajosos e criativos ao tentarem encontrar uma nova relação com a própria audiência". O rapper Jay-Z descreveu o lançamento como "genial", e a cantora Courtney Love escreveu em seu blog: "A piloto kamikaze em mim quer fazer a mesma coisa. Sou grata pelo Radiohead ter dado o primeiro passo." Na década de 2010, os portais de notícia Gigwise e DIY creditaram o In Rainbows como o primeiro "álbum surpresa" - um grande álbum lançado sem anúncio ou publicidade prévia - à frente de figuras como Beyoncé e o próprio U2.
O lançamento também trouxe críticas. Trent Reznor do Nine Inch Nails achou que a atitude não foi longe o suficiente, e acusou o Radiohead de usar um lançamento digital comprimido como uma isca para promover uma venda física tradicional. Reznor lançou seu sexto álbum, Ghosts I-IV, sob uma licença Creative Commons no ano seguinte. A cantora Lily Allen disse que o lançamento foi "arrogante" e enviou uma mensagem negativa para grupos menos famosos, dizendo: "Você não escolhe como quer pagar por ovos. Por que deveria ser diferente pra música?" A baixista da banda Sonic Youth, Kim Gordon, disse que o lançamento "parecia mesmo feito visando a comunidade, mas acaba deixando de lado suas irmãs e irmãos músicos, que não conseguem vender tantos discos [quanto o Radiohead]. Isso faz com que todos os outros pareçam maus por não oferecem música de graça por qualquer motivo." O jornalista da The Guardian, Will Hodgkinson, apontou que a banda tornou impossível para músicos menos famosos conseguirem se sustentar apenas pela produção musical.

### Pirataria
O lançamento ocorreu numa época em que as vendas de CDs estavam caindo por conta da pirataria pela internet. Ele surpreendeu os executivos das gravadoras; um executivo não identificado de uma grande gravadora europeia disse a Time: "Isso parece com mais uma sentença de morte. Se a melhor banda do mundo não quer uma parte de nós, não tenho certeza do que sobrou para essa indústria." O gerente do U2, Paul McGuinness, disse que 60 a 70 porcento dos fãs de Radiohead piratearam o In Rainbows, e viu isso como uma indicação de que a estratégia da banda havia falhado.
A empresa de análise midiática BigChampagne concluiu que a indústria musical não deveria pensar na pirataria como vendas perdidas, já que Radiohead mostrou que, mesmo lançando música de graça, isso não os limitou. Baseada nessa declaração, a revista Wired concluiu que "ao 'perder' a batalha para os endereços de email daqueles que baixaram o álbum por torrent, [o Radiohead] venceu a guerra pela atenção do público - o que não é fácil atualmente". Em um artigo para o aniversário de dez anos do álbum, a NME disse que o Radiohead demonstrou que a melhor resposta para a pirataria é explorar alternativas de se conectar com os fãs, oferecendo conteúdos variados a preços diferentes: "O aspecto do pague-quanto-quiser não é algo a ser seguido de forma servil... O que deveria servir de inspiração é o que tornou isso um sucesso: a disposição de tentar e se conectar com seus fãs."

#### Resposta da banda
Respondendo às críticas, Jonny Greenwood disse que o Radiohead fez isso em resposta à cultura de baixar músicas de graça, o que ele associou à lenda do Rei Canute: "Não dá pra fingir que a enchente não está acontecendo." Colin disse que aqueles críticos a abordagem estavam "se preocupando com todas essas questões secundárias e se esquecendo sobre o instinto primitivo das pessoas de compartilhar e curtir música. E sempre vai ter uma forma de ganhar dinheiro e se sustentar a partir disso." Yorke disse à BBC: "Nós temos uma justificativa moral para o que fizemos,uma vez que os grandes conglomerados da indústria musical não estão dando atenção à forma com que os artistas se comunicam diretamente com seus fãs... Eles não só entram no caminho, como também ficam com todo o dinheiro."
Os executivos da banda divergiram do resto da indústria musical e disseram que o compartilhamento de arquivo P2P sem fins lucrativos deveria ser legalizado. Eles defenderam o lançamento como "uma solução para o Radiohead, não para a indústria", e duvidou "que funcionaria da mesma forma [para o Radiohead] outra vez". O grupo não usou o sistema de pague-quanto-quiser nos lançamentos posteriores.
Em fevereiro de 2013, Yorke disse para a revista The Guardian que, embora eles esperassem subverter a indústria corporativista da música com o In Rainbows, ele teme que tenham, em vez disso, caído nas garras de provedores de conteúdo, tais como a Apple e o Google: "Eles tem que continuar tornando as coisas cômodas, para que possam manter o preço alto, mas ao fazer isso, eles fizeram com que todo o conteúdo, incluindo música e jornais, não valessem mais nada, enquanto eles ganham bilhões. E é isso que queremos?"

### Disputa com a EMI

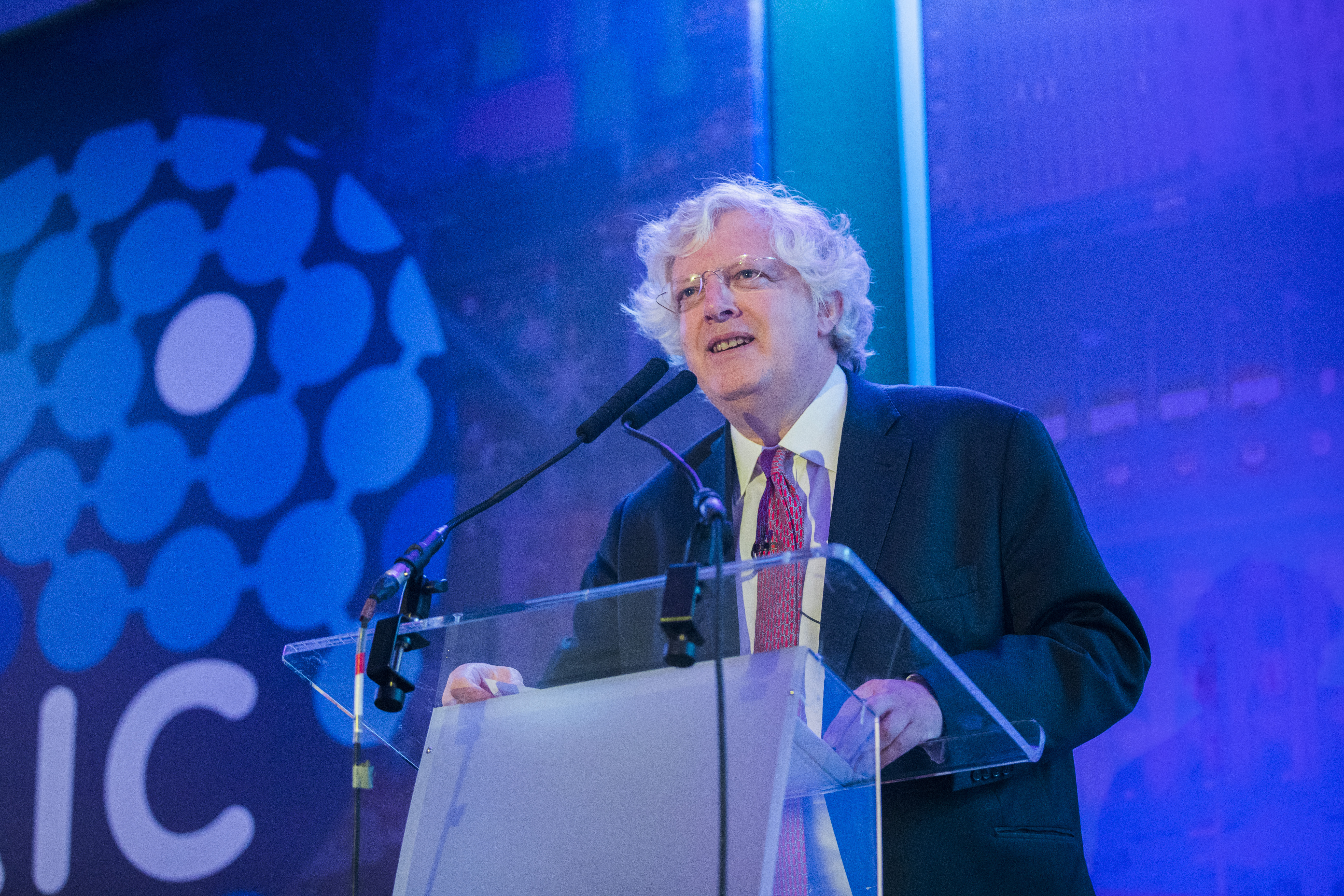
Guy Hands (imagem de 2019), dono da EMI, teve conflitos públicos com o Radiohead

Como o contrato de gravação do Radiohead com a EMI havia terminado em 2003, a banda gravou o In Rainbows sem uma gravadora. Pouco tempo antes de começarem a produzir, Yorke disse à Time: "Eu gosto das pessoas na nossa gravadora, mas já está na hora de perguntarmos se precisamos de uma. E sim, provavelmente nos daria um prazer perverso em dizer um "foda-se" para esse modelo de negócios em decadência."
Em agosto de 2007, quando Radiohead já estava finalizando o In Rainbows, a EMI foi comprada pela empresa de capital privado Terra Firma por 6,4 bilhões de dólares, com Guy Hands sendo o novo chefe da companhia. Os executivos da EMI, incluindo Keith Wozencroft, que foi responsável por assinar o contrato de Radiohead com a EMI, viajou regularmente ao estúdio de Radiohead com a esperança de negociar um novo contrato. Os executivos ficaram "devastados" quando o Radiohead disse a eles que não iriam assinar. O'Brien disse depois que ele não havia dado conta da importância do Radiohead para a EMI: "Isso deve soar bem ingênuo. Mas não havia pessoas dizendo 'Vocês são tão importantes'. Nós só éramos uma das bandas envolvidas com eles." De acordo com Eamonn Forde, o autor da obra The Final Days of EMI, o Radiohead havia perdido a fé na EMI e achou que a nova liderança seria um "banho de sangue". O'Brien disse que a banda acreditava que um acordo com a EMI seria possível, e que "foi bem triste deixar pra trás todas as pessoas [com as quais trabalhávamos]... Mas a Terra Firma não entende a indústria musical.
Guy Hands acreditava que a banda só voltaria atrás no plano de lançar de forma independente se recebessem uma oferta "muito grande", e um porta-voz da EMI disse que o Radiohead tinha pedido "uma quantia extraodinária de dinheiro". Yorke e a gerência do Radiohead lançaram declarações negando isso, e disse que, em vez disso, eles queriam controle de seus álbuns anteriores, algo que Hands recusou a fornecer. O co-gerente do Radiohead, Bryce Edge, disse que a banda tinha os direitos morais sobre os álbuns. De acordo com Hands, o Radiohead queria um pagamento alto, em conjunto com a propriedade de seus álbuns anteriores, algo que a EMI "valorizava ainda mais". Ele estimou que queriam "milhões e milhões". Em resposta a declaração de Hands, Yorke contou a um entrevistador: "Aquilo me irritou muito. Poderíamos ter levado eles ao tribunal. Dizer que estávamos atrás de tanto dinheiro é distorcer a verdade ao limite. Essa foi a tentativa dessa empresa de nos difamas, e eu vou te falar, isso arruinou meu Natal."
Dias após a banda assinar com a XL, a EMI anunciou o Radiohead Box Set, uma coleção de álbuns do Radiohead que foram gravados antes do In Rainbows, lançado na mesma semana que a edição especial do álbum novo. O grupo se mostrou enraivecido com o lançamento, e plataformas, incluindo a The Guardian, enxergaram isso como uma retaliação pela recusa da banda a assinar com a EMI. Hands defendeu o relançamento como necessário para impulsionar as vendas da EMI e disse que "não temos muitos motivos para sermos legais [com o Radiohead]". A coleção foi promovida no Google Ads com um anúncio informando erroneamente que o In Rainbows estaria incluído. Ele foi removido pela EMI, sob o pretexto de uma "falha na fonte de dados". Um porta-voz do Radiohead disse que eles aceitaram que foi um erro genuíno.

## Divulgação

### Webcasts
Após o lançamento de In Rainbows, a banda transmitiu dois webcasts diretamente de seu estúdio em Oxfordshire: o primeiro, intitulado "Thumbs Down", em novembro de 2007 e o segundo, "Scotch Mist", na véspera de Ano Novo. Nos EUA, "Scotch Mist" também foi transmitido no canal de televisão independente Current TV. Os webcasts continham apresentações das músicas do In Rainbows, covers de músicas do New Order, The Smiths e Björk, poesia, e vídeos criados em conjunto com o comediante Adam Buxton e o cineasta Garth Jennings. Colin Greenwood descreveu os webcasts como espontâneos e libertadores, indo além do processo costumeiramente demorado de produzir vídeos musicais.

### Singles e vídeos musicais
O primeiro single do In Rainbows, "Jigsaw Falling into Place", foi lançado em janeiro de 2008, seguido por "Nude" em 31 de março. Eles foram divulgados com vídeos musicais dirigidos por Buxton e Jennings. A banda organizou competições de remixes para "Nude" e "Reckoner", deixando os áudios de cada instrumento/voz disponíveis para compra por 5 dólares, e transmitiu os remixes criados pelos fãs em seu site. "Nude" estreou em 37º lugar na Hot 100 da Billboard; impulsionada pelas vendas das amostras, foi a primeira música a entrar nela desde "High and Dry" (1995) e a primeira a entrar no top 40 dos EUA desde seu single de estreia "Creep" (1992). Em julho, Radiohead lançou um vídeo para "House of Cards", feito com tecnologia lidar ao invés de câmeras.
Em março de 2008, a banda realizou um concurso com a empresa de animação Aniboom em que os participantes enviavam ideias para vídeos musicais animados para as músicas do In Rainbows. Os semifinalistas foram escolhidos pela TBD Records e pelo bloco de programação Adult Swim, da Cartoon Network. Incapazes de decidirem um vencedor, Radiohead deu o prêmio cheio em dinheiro, de 10 mil dólares, para cada um dos quatro semifinalistas, que criaram vídeos para "15 Step", "Weird Fishes/Arpeggi", "Reckoner" e "Videotape".

### Apresentações ao vivo

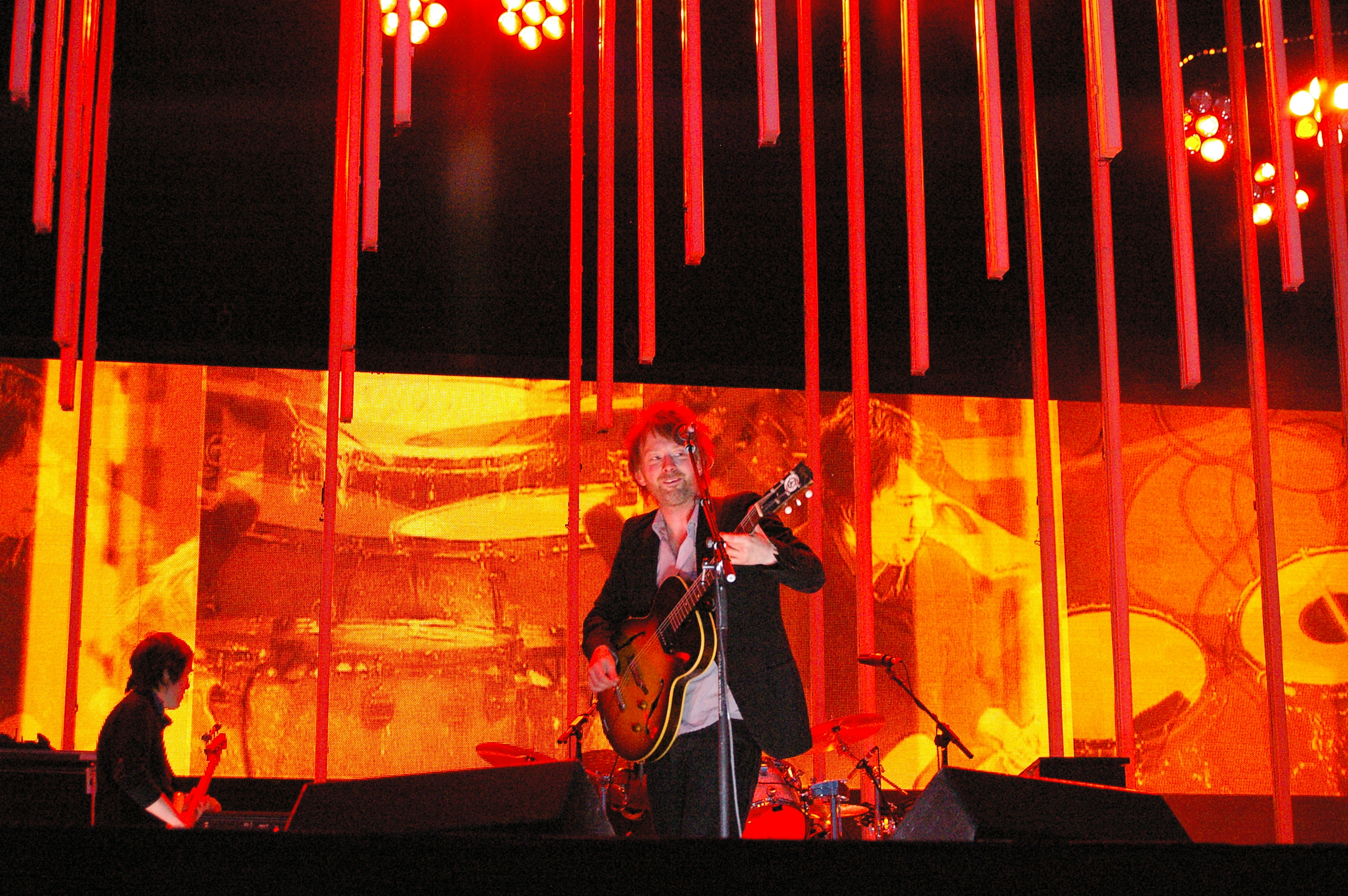
Radiohead apresentando no festival Main Square de 2008 em Arras, França

Em 16 de janeiro de 2008, uma apresentação surpresa do Radiohead na loja de discos Rough Trade East, localizada em Londres, foi realocada para um clube próximo após a polícia ter levantado preocupações de segurança. A banda viajou em turnê pela América do Norte e do Sul, Europa e Japão de maio de 2008 até março de 2009. Para determinar como poderiam reduzir a emissão de carbono para a turnê, Radiohead contratou o grupo ambientalista Best Foot Forward. Baseado no que avaliaram, a banda tocos em anfiteatros ao invés de locais menores e focou em tocar em centros urbanos para reduzir a quantidade de audiência que vinha por avião. Eles também usaram uma "floresta de LEDs" de carbono neutro no palco.
Radiohead gravou um vídeo ao vivo no programa "From the Basement", transmitido no canal de TV VH1 em maio de 2008. Em fevereiro de 2009, Thom Yorke e Jonny Greenwood apresentaram "15 Step" com a banda marcial da Universidade do Sul da Califórnia na 51ª cerimônia anual do Grammy Awards.

## Recepção da crítica
| Críticas profissionais | Críticas profissionais |
| Pontuações agregadas   | Pontuações agregadas   |
| Fonte                  | Avaliação              |
| ---------------------- | ---------------------- |
| Metacritic             | 88/100                 |
| Avaliações da crítica  |                        |
| Fonte                  | Avaliação              |
| AllMusic               | [ 107 ]                |
| The A.V. Club          | A-                     |
| Entertainment Weekly   | A                      |
| The Guardian           | [ 110 ]                |
| Mojo                   | [ 111 ]                |
| Pitchfork              | 9.3/10                 |
| Q                      | [ 113 ]                |
| Rolling Stone          | [ 114 ]                |
| Spin                   | [ 115 ]                |
| The Times              | [ 116 ]                |

No site agregador de reviews Metacritic, In Rainbows tem uma nota de 88/100 baseada em 42 reviews, o que indica "aclamação universal". O crítico da The Guardian, Alexis Petridis, elogiou a performance da banda no estúdio e disse que soava como se eles estivessem se divertindo. Jonathan Cohen, da Billboard, exaltou o álbum por não ter sido ofuscado pela sua campanha publicitária. Andy Kellman, da AllMusic, escreveu que o In Rainbows "será, eu espero, lembrado pela mistura mais estimulante de músicas acessíveis e sons abstratos que o Radiohead já fez, e não pelo pioneirismo em download pague-quanto-quiser".
A NME descreveu o In Rainbows como "a reconexão do Radiohead com seu lado humano, percebendo que você [pode] abraçar melodias pop e instrumentos adequados, enquanto continua soando como andróides paranóides... Isso aqui [é] música de outro mundo, certo." Will Hermes, escrevendo pela Entertainment Weekly, chamou o In Rainbows de "o conjunto mais gentil e belo produzido pelo Radiohead até hoje" e afirmou que nele "é usado o espectro musical e emocional completo, a fim de conjurar beleza de tirar o fôlego". Rob Sheffield, da Rolling Stone, elogiou seus "toques sonoros vividamente colaborativos" e concluiu: "Sem momentos desperdiçados, sem faixas fracas: apenas Radiohead em seu primórdio."
Jon Dolan, da Blender afirmou que o In Rainbows é "muito mais melancólico e reflexivo" do que o Hail to the Thief, escrevendo que "ele formula um ideal exuberante e sensualizado do desconforto vago e complexo". Mikael Wood, da Spin, sentiu que o álbum "fez sucesso porque todo aquele trabalho frio e clínico da produção não eliminou o calor de sua música", enquanto Mark Pytlik, da Pitchfork, escreveu que esse foi um álbum mais "humano", o qual "representa o som do Radiohead voltando novamente para a Terra". A The Wire foi mais crítica, dizendo que havia "a sensação de um grupo vadiando de forma magistral, fugindo... de qualquer propósito contracultural grande e retórico".
Em 2011, o livro The Rolling Stone Album Guide descreveu o In Rainbows como o "álbum mais expansivo e sedutor do Radiohead, possivelmente o melhor deles". Em 2023, Selway, o baterista da banda, disse que esse era seu álbum favorito do Radiohead. Ele disse que combinava "tudo que estávamos aprendendo por duas décadas, e parecia ter encaixado de forma bem concisa... Se parece com uma bandas que já havia aprendido a tocar os instrumentos em conjunto, mas conseguiu passar tempo suficiente fazendo isso a ponto de chegar em um nível acima."

### Premiações
In Rainbows foi considerado um dos melhores álbuns de 2007 por muitas revistas de música. Ele se ranqueou em primeiro para a Billboard, Mojo e PopMatters, terceiro para a NME e The A. V. Club, quarto para a Pitchfork e Q, e sexto para a Rolling Stone e Spin. Também foi nomeado um dos melhores álbuns da década por uma série de publicações: NME ranqueou em 10º, Paste em 45º, Rolling Stone em 30º, The Guardian em 22º, e a Newsweek em 5º. A Rolling Stone incluiu o álbum em sua lista atualizada dos 500 Maiores Álbuns de Todos os Tempos em 336º em 2012 e 387º em 2020. Em 2019, a The Guardian nomeou o In Rainbows como o 11º maior álbum do século 21 até o momento. Em 2020, a Rolling Stone incluiu o álbum na lista de 40 álbuns mais impactantes, por conta de seu lançamento pague-quanto-quiser. Em 2021, a Pitchfork abriu uma votação para o público, que incluiu o In Rainbows como o quarto maior álbum dos últimos 25 anos.
O álbum foi nomeado ao Mercury Prize de 2008, e ganhou nas categorias de Melhor Álbum de Música Alternativa e Melhor Embalagem de Box ou Edição Especial Limitada do Grammy Awards de 2009. Também foi nomeado no Grammy para Álbum do Ano e Produtor do Ano, Não-clássico (para Godrich), e a faixa "House of Cards" foi nomeada para Melhor Performance de Rock por um Duo ou Grupo com Vocal, Melhor Canção de Rock e Melhor Vídeo Musical.

## Faixas
Todas as faixas escritas e compostas por Radiohead. 
| N.º            | Título                      | Duração |  |
| 1.             | "15 Step"                   | 3:58    |  |
| 2.             | "Bodysnatchers"             | 4:02    |  |
| 3.             | "Nude"                      | 4:15    |  |
| 4.             | "Weird Fishes/Arpeggi"      | 5:18    |  |
| 5.             | "All I Need"                | 3:49    |  |
| 6.             | "Faust Arp"                 | 2:10    |  |
| 7.             | "Reckoner"                  | 4:50    |  |
| 8.             | "House of Cards"            | 5:28    |  |
| 9.             | "Jigsaw Falling into Place" | 4:09    |  |
| 10.            | "Videotape"                 | 4:40    |  |
| Duração total: | Duração total:              | 42:39   |  |

## In Rainbows Disk 2
A edição especial do In Rainbows incluía um segundo disco, nomeado In Rainbows Disk 2, o qual possuía oito faixas adicionais. Yorke afirmou que sentia que o Disk 2 continha algumas das melhores obras do Radiohead, tais como "Down Is the New Up", mas que não se encaixaram no álbum principal. Em 2009, a banda tornou o download Disk 2 disponível para compra em seu website. Em outubro de 2016, foi lançado nos serviços digitais e de streaming.

### Recepção
Pela Pitchfork, Chris Dahlen escreveu que "uma banda inferior teria colocado uns bootlegs e umas demos aqui, mas quando o Radiohead coloca algo em um disco, eles querem que seja marcante". Porém, ele criticou os vocais de Torke: "A mesmice cínica/alienada em que ele se colocou tem a persistência de uma dor de dente... Yorke não soa nem como um profeta pós-geração Y, nem como um empático estranho, e mais com um maníaco."
| Críticas profissionais | Críticas profissionais |
| Avaliações da crítica  | Avaliações da crítica  |
| Fonte                  | Avaliação              |
| ---------------------- | ---------------------- |
| Pitchfork              | 6.2/10                 |
| Rolling Stone          | [ 139 ]                |
| Stereogum              | Positiva               |

David Fricke, da Rolling Stone, afirmou que "se você comprou a edição de luxo do In Rainbows só pelas sobras das sessões, você não fez seu gasto de oitenta dólares valer a pena", mas admitiu que as músicas "mereciam estar no álbum". A Stereogum escreveu que o mais impressionante sobre o Disk 2 era "quão fácil parece para eles fazerem isso".

### Faixas
Todas as faixas escritas e compostas por Radiohead. 
| Lista de faixas do In Rainbows Disk 2 |                                |         |  |
| N.º                                   | Título                         | Duração |  |
| 1.                                    | "MK 1"                         | 1:03    |  |
| 2.                                    | "Down Is the New Up"           | 4:59    |  |
| 3.                                    | "Go Slowly"                    | 3:48    |  |
| 4.                                    | "MK 2"                         | 0:53    |  |
| 5.                                    | "Last Flowers to the Hospital" | 4:26    |  |
| 6.                                    | "Up on the Ladder"             | 4:17    |  |
| 7.                                    | "Bangers and Mash"             | 3:19    |  |
| 8.                                    | "4 Minute Warning"             | 4:04    |  |
| Duração total:                        | Duração total:                 | 26:49   |  |

## Créditos
Radiohead
- Thom Yorke
- Colin Greenwood
- Jonny Greenwood
- Ed O'Brien
- Philip Selway

Musicistas adicionais
- The Millennia Ensemble – arranjo de cordas
  - Everton Nelson – principal
  - Sally Herbert – condutor

Produção
- Nigel Godrich – produção, mixagem, engenharia
- Richard Woodcraft – engenharia
- Hugo Nicolson – engenharia
- Dan Grech-Marguerat – engenharia
- Graeme Stewart – pré-produção
- Bob Ludwig – masterização

Artes
- Stanley Donwood
- Dr Tchock (pseudônimo de Thom Yorke)

## Paradas
| Tabela musical (2007-2008)                    | Melhor posição |
| --------------------------------------------- | -------------- |
| Austrália (ARIA)                              | 2              |
| Áustria (Ö3 Austria Top 40)                   | 12             |
| Bélgica (Ultratop Flandres)                   | 2              |
| Bélgica (Ultratop Valônia)                    | 5              |
| Canadá (Billboard)                            | 1              |
| Dinamarca (Hitlisten)                         | 7              |
| Países Baixos (Dutch Charts)                  | 7              |
| Finlândia (Suomen virallinen lista)           | 2              |
| França (SNEP)                                 | 1              |
| Alemanha (Offizielle Deutsche Charts)         | 8              |
| Irlanda (IRMA)                                | 1              |
| Itália (FIMI)                                 | 7              |
| Japão (Oricon)                                | 11             |
| México (Top 100 Mexico)                       | 50             |
| Nova Zelândia (RMNZ)                          | 2              |
| Noruega (VG-lista)                            | 6              |
| Polónia (ZPAV)                                | 7              |
| Escócia (Official Scottish Albums)            | 2              |
| Espanha (PROMUSICAE)                          | 19             |
| Suíça (Schweizer Hitparade)                   | 2              |
| Reino Unido (Official Albums Chart)           | 1              |
| Estados Unidos (Billboard 200)                | 1              |
| Estados Unidos (Top Alternative Albums)       | 1              |
| Estados Unidos (Billboard Independent Albums) | 1              |
| Estados Unidos (Top Rock Albums)              | 1              |

| Tabela musical (2024) | Melhor posição |
| --------------------- | -------------- |
| Portugal (AFP)        | 168            |

| Tabela musical (2007)                         | Posição |
| --------------------------------------------- | ------- |
| Estados Unidos (Billboard Independent Albums) | 14      |

| Tabela musical (2008)                         | Posição |
| --------------------------------------------- | ------- |
| Austrália (ARIA)                              | 85      |
| Bélgica (Ultratop Flandres)                   | 20      |
| Bélgica (Ultratop Valônia)                    | 55      |
| Países Baixos (Dutch Charts)                  | 61      |
| França (SNEP)                                 | 61      |
| Itália (FIMI)                                 | 50      |
| Suíça (Schweizer Hitparade)                   | 79      |
| Reino Unido (Official Albums Chart)           | 76      |
| Estados Unidos (Billboard 200)                | 60      |
| Estados Unidos (Top Alternative Albums)       | 14      |
| Estados Unidos (Billboard Independent Albums) | 4       |
| Estados Unidos (Top Rock Albums)              | 19      |

| Tabela musical (2009)                         | Posição |
| --------------------------------------------- | ------- |
| Estados Unidos (Billboard Independent Albums) | 33      |